# Roger Fite
Pour les articles homonymes, voir Fite.
Pas d'image ? Cliquez ici

a Compétitions nationales et continentales officielles uniquement.

b Matchs officiels uniquement.
Roger Fite, né le 13 octobre 1938 à Cabrerolles et mort le 28 novembre 2020 à Brive-la-Gaillarde, est un joueur français de rugby à XV.

## Biographie
Né à Cabrerolles dans l'Hérault, il commence le rugby au CCA Capdenac dans l'Aveyron où sa famille est venue s'installer.
En 1957, il rejoint le Stade cadurcien, club phare de la région, où il joue, aux côtés d'Alfred Roques et Bernard Momméjat, au poste de troisième ligne centre ou de deuxième ligne (1,90 m pour 100 kg).  
En 1962, il rejoint le CA Brive.
Il connaît sa première cape internationale avec l'équipe de France le 23 mars 1963 contre le pays de Galles, dans le cadre du Tournoi des Cinq Nations, puis une seconde fois contre l'équipe d'Italie le 14 avril.
Il porte le maillot du CA Brive durant 13 saisons au cours desquelles il joue 192 matches de championnat, dont 4 finales, toutes perdues.
Il signe ensuite au SC Tulle où il évolue durant 5 saisons.
Il termine sa carrière de joueur au sein de l'US Terrasson, pendant deux saisons à l'âge de 41 ans. 
Retiré des terrains, Roger Fite devient dirigeant fédéral, président du comité du Limousin, siégeant également au comité directeur de la FFR.
Il meurt dans la nuit du 27 au 28 novembre 2020.

## Palmarès

### En club
Avec Brive
- Championnat de France de première division :
  - Vice-champion (3) : 1965, 1972 et 1975

Avec Cahors
- Challenge de l'espérance :
  - Vainqueur (1) : 1959
  - Finaliste (1) : 1960

### En équipe nationale
- Sélections en équipe nationale : 2